# Goethe-Institut Tschechien
Das Goethe-Institut Tschechien, tschechisch Goethe-Institut Česko (gegründet 1990), verfügt in Tschechien über ein dichtes Netzwerk von komplementären Organisationen und Einrichtungen zur Förderung der deutschen Sprache und Kultur und zur Information über Deutschland. Die Zweigstelle des Goethe-Instituts in Tschechien befindet sich in Prag am Moldauufer in der unmittelbaren Nähe des tschechischen Nationaltheaters.

## Tätigkeit
Das Goethe-Institut e. V. ist das weltweit tätige Kulturinstitut der Bundesrepublik Deutschland. In Tschechien führt das Goethe-Institut in Prag und anderen tschechischen Städten gemeinsam mit Partnern Bildungs- und Kulturveranstaltungen durch. Sein Angebot umfasst Workshops und Seminare für Lehrer im Bereich Deutsch als Fremdsprache sowie darüber hinaus ein differenziertes Sprachkurs- und Prüfungsprogramm.
Die Bibliothek des Goethe-Instituts in Prag vermittelt Informationen zu aktuellen Aspekten des kulturellen, gesellschaftlichen und politischen Lebens in Deutschland. Sie bietet Buch- und Medienbestände für alle, die sich für Deutschland interessieren, oder die Deutsch lernen oder lehren wollen.

## Geschichte des Hauses
Am Standort des heutigen Gebäudes des Goethe-Instituts befanden sich bis 1903 ein Haus aus dem 15. Jahrhundert (mit dem Namen „U tří divých mužů“ – Zu den drei wilden Männern) und ein Teil einer Badeanstalt – Nové Lázně č.p. 228. Beide Gebäude wurden im Zuge der Assanierung des Vojtěšská-Viertels 1903 abgerissen.
Das heutige Gebäude am Masaryk-Ufer wurde 1905 nach den Plänen des Architekten Jiří Stibral für die Bauherrn František Schaffer im Jugendstil erbaut. Die Plastiken an der Vorderfassade entstanden nach Entwürfen von Ladislav Šaloun. Das Gebäude wurde für die Erste böhmische Rückversicherungsbank (První česká zajišťovací banka) gebaut, die hier ihren Hauptsitz hatte. Die Bank wurde 1945 verstaatlicht und 1958 aufgelöst.
Nach dem Zweiten Weltkrieg wurde das Gebäude kurz von der bulgarischen Botschaft in der Tschechoslowakei mitbenutzt. 1949–1990 war hier die Botschaft der Deutschen Demokratischen Republik untergebracht. Seit 1991 ist es Sitz des Prager Goethe-Instituts. Zum Zuge der Einrichtung des Goethe-Instituts wurden die Innenräume 1992 grundlegend saniert. Das Gebäude befindet sich im Besitz des tschechischen Staates.
Das Gebäude wurde am 3. Mai 1958 unter Denkmalschutz gestellt und gehört seit dem 13. Dezember 1992 UNESCO-Welterbe Historisches Zentrum von Prag.